# La Drôme Classic 2022
La Drôme Classic 2022 fou la 10a edició de La Drôme Classic. La cursa es va disputar el 27 de febrer de 2022 i formava part del calendari de l'UCI ProSeries 2022 amb una categoria 1.Pro.
El vencedor final fou el danès Jonas Vingegaard (Team Jumbo-Visma), que s'imposà en solitari en l'arribada a Estèla. Guillaume Martin (Cofidis) i Benoît Cosnefroy (AG2R Citroën Team) foren segon i tercer respectivament. Destaca la quarta posició del jove ciclista espanyol de tan sols 19 anys Juan Ayuso, animador de la cursa en provocar l'escapada junt a Vingegaard els darrers 40 km.

## Equips
En aquesta edició hi van prendre part 20 equips:
| WorldTeams (11)- AG2R Citroën Team - Groupama-FDJ - Cofidis - Bora-Hansgrohe - Astana Qazaqstan Team - Lotto-Soudal - Intermarché-Wanty-Gobert Matériaux - Trek-Segafredo - Quick-Step Alpha Vinyl - Jumbo-Visma - UAE Team Emirates ProTeams (6)- TotalEnergies - B&B Hotels-KTM - Arkéa-Samsic - Alpecin-Fenix - Bingoal Pauwels Sauces WB - Uno-X Pro Cycling Team Equips continentals (5)- Saint Michel-Auber 93 - Go Sport-Roubaix Lille Métropole - UC Nantes Atlantique - Nice Métropole Côte d'Azur - Riwal |
| |

## Classificació final
| \| Classificació general \| Classificació general \| Classificació general \| Classificació general \| Classificació general \| \| Corredor \| Corredor \| Equip \| Temps \| \| \| --------------------- \| --------------------- \| ---------------------------------- \| --------------------- \| --------------------- \| \| 1r \| Jonas Vingegaard \| Jumbo-Visma \| 4h 37' 05" \| \| \| 2n \| Guillaume Martin \| Cofidis \| + 3" \| \| \| 3r \| Benoît Cosnefroy \| AG2R Citroën Team \| + 3" \| \| \| 4t \| Juan Ayuso Pesquera \| UAE Team Emirates \| + 21" \| \| \| 5è \| Julian Alaphilippe \| Quick-Step Alpha Vinyl \| + 29" \| \| \| 6è \| Alexis Vuillermoz \| TotalEnergies \| + 34" \| \| \| 7è \| Biniam Girmay \| Intermarché-Wanty-Gobert Matériaux \| + 36" \| \| \| 8è \| Stefano Oldani \| Alpecin-Fenix \| + 36" \| \| \| 9è \| Warren Barguil \| Arkéa-Samsic \| + 36" \| \| \| 10è \| Mathieu Burgaudeau \| TotalEnergies \| + 38" \| \| |                     |                                    |            |
| |                     |                                    |            |
| Font: ProCyclingStats |                     |                                    |            |
| Classificació general |                     |                                    |            |
| Corredor | Corredor            | Equip                              | Temps      |
| 1r | Jonas Vingegaard    | Jumbo-Visma                        | 4h 37' 05" |
| 2n | Guillaume Martin    | Cofidis                            | + 3"       |
| 3r | Benoît Cosnefroy    | AG2R Citroën Team                  | + 3"       |
| 4t | Juan Ayuso Pesquera | UAE Team Emirates                  | + 21"      |
| 5è | Julian Alaphilippe  | Quick-Step Alpha Vinyl             | + 29"      |
| 6è | Alexis Vuillermoz   | TotalEnergies                      | + 34"      |
| 7è | Biniam Girmay       | Intermarché-Wanty-Gobert Matériaux | + 36"      |
| 8è | Stefano Oldani      | Alpecin-Fenix                      | + 36"      |
| 9è | Warren Barguil      | Arkéa-Samsic                       | + 36"      |
| 10è | Mathieu Burgaudeau  | TotalEnergies                      | + 38"      |